# 1724 w muzyce
Wydarzenia muzyczne w 1724 roku.

## Dzieła
- Johann Sebastian Bach – kantaty: 73, 153, 154, 181
- Jean-Philippe Rameau – Pieces de Clavecin en Concerts (muzyka kameralna)
- Jan Dismas Zelenka – Missa Spei (zaginiona)
- Jan Dismas Zelenka – De profundis w d
- Jan Dismas Zelenka – Salve Regina w d
- Jan Dismas Zelenka – Te Deum w D
- Jan Dismas Zelenka – Asperges me (4 części)

## Dzieła operowe
- Georg Friedrich Händel – Giulio Cesare in Egitto
- Georg Friedrich Händel – Tamerlano
- Antonio Vivaldi – Il Giustino

## Urodzili się
- 18 lipca – Maria Antonina Wittelsbach, niemiecka śpiewaczka operowa (sopran) i kompozytorka (zm. 1780)
- 29 sierpnia – Giovanni Battista Casti, włoski poeta, satyryk i autor librett (zm. 1803)
- 1 października – Giovanni Battista Cirri, włoski kompozytor i wiolonczelista (zm. 1808)
- 8 grudnia – Claude Balbastre, francuski kompozytor tworzący w epoce baroku (zm. 1799)